# Lustrinia geniculata
Lustrinia geniculata là một loài thực vật có hoa trong họ Ô rô. Loài này được (Sims) Raf. mô tả khoa học đầu tiên năm 1836.